# Seria GP3 – Hungaroring 2016
Runda GP3 na torze Hungaroring – czwarta runda mistrzostw serii GP3 w sezonie 2016.

## Lista startowa
| Nr | Kierowca                  | Zespół              | Samochód       | Silnik      | Opony |
| -- | ------------------------- | ------------------- | -------------- | ----------- | ----- |
| 1  | Charles Leclerc           | ART Grand Prix      | Dallara GP3/16 | AER V6 3.4l | P     |
| 2  | Nirei Fukuzumi            | ART Grand Prix      | Dallara GP3/16 | AER V6 3.4l | P     |
| 3  | Alexander Albon           | ART Grand Prix      | Dallara GP3/16 | AER V6 3.4l | P     |
| 4  | Nyck de Vries             | ART Grand Prix      | Dallara GP3/16 | AER V6 3.4l | P     |
| 5  | Antonio Fuoco             | Trident             | Dallara GP3/16 | AER V6 3.4l | P     |
| 6  | Artur Janosz              | Trident             | Dallara GP3/16 | AER V6 3.4l | P     |
| 7  | Giuliano Alesi            | Trident             | Dallara GP3/16 | AER V6 3.4l | P     |
| 8  | Sandy Stuvik              | Trident             | Dallara GP3/16 | AER V6 3.4l | P     |
| 9  | Jake Dennis               | Arden International | Dallara GP3/16 | AER V6 3.4l | P     |
| 10 | Tatiana Calderón          | Arden International | Dallara GP3/16 | AER V6 3.4l | P     |
| 11 | Jack Aitken               | Arden International | Dallara GP3/16 | AER V6 3.4l | P     |
| 14 | Matt Parry                | Koiranen GP         | Dallara GP3/16 | AER V6 3.4l | P     |
| 16 | Matewos Isaakian          | Koiranen GP         | Dallara GP3/16 | AER V6 3.4l | P     |
| 17 | Ralph Boschung            | Koiranen GP         | Dallara GP3/16 | AER V6 3.4l | P     |
| 18 | Akash Nandy               | Jenzer Motorsport   | Dallara GP3/16 | AER V6 3.4l | P     |
| 19 | Richard Gonda             | Jenzer Motorsport   | Dallara GP3/16 | AER V6 3.4l | P     |
| 20 | Arjun Maini               | Jenzer Motorsport   | Dallara GP3/16 | AER V6 3.4l | P     |
| 22 | Álex Palou                | Campos Racing       | Dallara GP3/16 | AER V6 3.4l | P     |
| 23 | Steijn Schothorst         | Campos Racing       | Dallara GP3/16 | AER V6 3.4l | P     |
| 24 | Konstantin Tierieszczenko | Campos Racing       | Dallara GP3/16 | AER V6 3.4l | P     |
| 26 | Santino Ferrucci          | DAMS                | Dallara GP3/16 | AER V6 3.4l | P     |
| 27 | Jake Hughes               | DAMS                | Dallara GP3/16 | AER V6 3.4l | P     |
| 28 | Kevin Jörg                | DAMS                | Dallara GP3/16 | AER V6 3.4l | P     |
| Nr | Kierowca                  | Zespół              | Samochód       | Silnik      | Opony |

## Wyniki

### Sesja treningowa
| Nr | Kierowca   | Konstruktor | Czas     | Okr. |
| -- | ---------- | ----------- | -------- | ---- |
| 14 | Matt Parry | Koiranen GP | 1:33,484 | 19   |

### Kwalifikacje
Źródło: gp3series.com
| Poz. | Nr | Kierowca                  | Konstruktor         | Czas     | Poz. s. |
| ---- | -- | ------------------------- | ------------------- | -------- | ------- |
| 1    | 4  | Nyck de Vries             | ART Grand Prix      | 1:32,979 | 1       |
| 2    | 14 | Matt Parry                | Koiranen GP         | 1:33,464 | 2       |
| 3    | 5  | Antonio Fuoco             | Trident             | 1:33,478 | 3       |
| 4    | 9  | Jake Dennis               | Arden International | 1:33,548 | 4       |
| 5    | 2  | Nirei Fukuzumi            | ART Grand Prix      | 1:33,660 | 5       |
| 6    | 1  | Charles Leclerc           | ART Grand Prix      | 1:33,672 | 6       |
| 7    | 11 | Jack Aitken               | Arden International | 1:33,682 | 7       |
| 8    | 3  | Alexander Albon           | ART Grand Prix      | 1:33,866 | 8       |
| 9    | 20 | Arjun Maini               | Jenzer Motorsport   | 1:33,874 | 9       |
| 10   | 17 | Ralph Boschung            | Koiranen GP         | 1:33,892 | 10      |
| 11   | 28 | Kevin Jörg                | DAMS                | 1:33,974 | 11      |
| 12   | 22 | Álex Palou                | Campos Racing       | 1:34,017 | 12      |
| 13   | 16 | Matewos Isaakian          | Koiranen GP         | 1:34,053 | 13      |
| 14   | 6  | Artur Janosz              | Trident             | 1:34,056 | 14      |
| 15   | 19 | Richard Gonda             | Jenzer Motorsport   | 1:34,114 | 15      |
| 16   | 7  | Giuliano Alesi            | Trident             | 1:34,177 | 19      |
| 17   | 10 | Tatiana Calderón          | Arden International | 1:34,225 | 16      |
| 18   | 24 | Konstantin Tierieszczenko | Campos Racing       | 1:34,233 | 17      |
| 19   | 27 | Jake Hughes               | DAMS                | 1:34,322 | 18      |
| 20   | 18 | Akash Nandy               | Jenzer Motorsport   | 1:34,462 | 20      |
| 21   | 8  | Sandy Stuvik              | Trident             | 1:34,520 | 21      |
| 22   | 26 | Santino Ferrucci          | DAMS                | 1:34,609 | 22      |
| 23   | 23 | Steijn Schothorst         | Campos Racing       | 1:34,678 | 23      |
| Poz. | Nr | Kierowca                  | Konstruktor         | Czas     | Poz. s. |

### Wyścig 1

#### Wyścig
Źródło: Wyprzedź Mnie!
| P  | + / –     | Nr | Kierowca                  | Konstruktor         | Okr. | Czas / Strata | Komentarz |
| -- | --------- | -- | ------------------------- | ------------------- | ---- | ------------- | --------- |
| 1  | 1         | 14 | Matt Parry                | Koiranen GP         | 22   | 35:49,008     |           |
| 2  | 1         | 5  | Antonio Fuoco             | Trident             | 22   | +0:03,283     |           |
| 3  | 1         | 9  | Jake Dennis               | Arden International | 22   | +0:04,208     |           |
| 4  | 1         | 2  | Nirei Fukuzumi            | ART Grand Prix      | 22   | +0:05,875     |           |
| 5  | 5         | 17 | Ralph Boschung            | Koiranen GP         | 22   | +0:06,444     |           |
| 6  | Bez zmian | 1  | Charles Leclerc           | ART Grand Prix      | 22   | +0:09,762     |           |
| 7  | 1         | 3  | Alexander Albon           | ART Grand Prix      | 22   | +0:10,425     |           |
| 8  | 1         | 20 | Arjun Maini               | Jenzer Motorsport   | 22   | +0:13,777     |           |
| 9  | 2         | 11 | Jack Aitken               | Arden International | 22   | +0:14,226     |           |
| 10 | 1         | 28 | Kevin Jörg                | DAMS                | 22   | +0:14,977     |           |
| 11 | 1         | 22 | Álex Palou                | Campos Racing       | 22   | +0:18,728     |           |
| 12 | 1         | 16 | Matewos Isaakian          | Koiranen GP         | 22   | +0:19,943     |           |
| 13 | 2         | 19 | Richard Gonda             | Jenzer Motorsport   | 22   | +0:20,320     |           |
| 14 | Bez zmian | 6  | Artur Janosz              | Trident             | 22   | +0:20,914     |           |
| 15 | 7         | 26 | Santino Ferrucci          | DAMS                | 22   | +0:22,111     |           |
| 16 | 1         | 24 | Konstantin Tierieszczenko | Campos Racing       | 22   | +0:23,244     |           |
| 17 | 3         | 18 | Akash Nandy               | Jenzer Motorsport   | 22   | +0:23,790     |           |
| 18 | 3         | 8  | Sandy Stuvik              | Trident             | 22   | +0:25,665     |           |
| 19 | Bez zmian | 7  | Giuliano Alesi            | Trident             | 22   | +0:26,571     |           |
| 20 | 19        | 4  | Nyck de Vries             | ART Grand Prix      | 22   | +0:26,885     |           |
| 21 | 5         | 10 | Tatiana Calderón          | Arden International | 22   | +0:27,914     |           |
| 22 | 1         | 23 | Steijn Schothorst         | Campos Racing       | 22   | +0:28,312     |           |
| 23 | 5         | 27 | Jake Hughes               | DAMS                | 22   | +0:43,965     |           |
| P  | + / –     | Nr | Kierowca                  | Konstruktor         | Okr. | Czas / Strata | Komentarz |

#### Najszybsze okrążenie
| Nr | Kierowca      | Konstruktor    | Czas     | Okr. |
| -- | ------------- | -------------- | -------- | ---- |
| 4  | Nyck de Vries | ART Grand Prix | 1:36,279 | 6    |

#### Premia za najszybsze okrążenie w TOP 10
| Nr | Kierowca    | Konstruktor         | Czas     | Okr. |
| -- | ----------- | ------------------- | -------- | ---- |
| 9  | Jake Dennis | Arden International | 1:36,407 | 21   |

### Wyścig 2

#### Wyścig
Źródło: Wyprzedź Mnie!
| P                 | + / –     | Nr | Kierowca                  | Konstruktor         | Okr. | Czas / Strata | Komentarz |
| ----------------- | --------- | -- | ------------------------- | ------------------- | ---- | ------------- | --------- |
| 1                 | 1         | 3  | Alexander Albon           | ART Grand Prix      | 17   | 30:01,514     |           |
| 2                 | 1         | 20 | Arjun Maini               | Jenzer Motorsport   | 17   | +0:03,365     |           |
| 3                 | Bez zmian | 1  | Charles Leclerc           | ART Grand Prix      | 17   | +0:04,363     |           |
| 4                 | 1         | 2  | Nirei Fukuzumi            | ART Grand Prix      | 17   | +0:06,955     |           |
| 5                 | 3         | 14 | Matt Parry                | Koiranen GP         | 17   | +0:08,848     |           |
| 6                 | 3         | 11 | Jack Aitken               | Arden International | 17   | +0:05,908     | [ 5 ]     |
| 7                 | 1         | 9  | Jake Dennis               | Arden International | 17   | +0:13,635     |           |
| 8                 | 4         | 16 | Matewos Isaakian          | Koiranen GP         | 17   | +0:14,600     |           |
| 9                 | 1         | 28 | Kevin Jörg                | DAMS                | 17   | +0:15,820     |           |
| 10                | 3         | 5  | Antonio Fuoco             | Trident             | 17   | +0:16,562     |           |
| 11                | 4         | 26 | Santino Ferrucci          | DAMS                | 17   | +0:18,051     |           |
| 12                | 2         | 6  | Artur Janosz              | Trident             | 17   | +0:19,330     |           |
| 13                | 7         | 4  | Nyck de Vries             | ART Grand Prix      | 17   | +0:20,150     |           |
| 14                | 3         | 22 | Álex Palou                | Campos Racing       | 17   | +0:22,892     |           |
| 15                | 2         | 19 | Richard Gonda             | Jenzer Motorsport   | 17   | +0:23,631     |           |
| 16                | 3         | 7  | Giuliano Alesi            | Trident             | 17   | +0:24,330     |           |
| 17                | 1         | 24 | Konstantin Tierieszczenko | Campos Racing       | 17   | +0:27,348     |           |
| 18                | Bez zmian | 8  | Sandy Stuvik              | Trident             | 17   | +0:28,354     |           |
| 19                | 4         | 27 | Jake Hughes               | DAMS                | 17   | +0:28,676     |           |
| 20                | 2         | 23 | Steijn Schothorst         | Campos Racing       | 17   | +0:29,312     |           |
| 21                | Bez zmian | 10 | Tatiana Calderón          | Arden International | 17   | +0:30,151     |           |
| 22                | 18        | 17 | Ralph Boschung            | Koiranen GP         | 17   | +0:34,831     |           |
| Niesklasyfikowani |           |    |                           |                     |      |               |           |
|                   |           | 18 | Akash Nandy               | Jenzer Motorsport   | 0    | +17 okr.      |           |
| P                 | + / –     | Nr | Kierowca                  | Konstruktor         | Okr. | Czas / Strata | Komentarz |

#### Najszybsze okrążenie
| Nr | Kierowca        | Konstruktor    | Czas     | Okr. |
| -- | --------------- | -------------- | -------- | ---- |
| 3  | Alexander Albon | ART Grand Prix | 1:35,140 | 16   |

## Klasyfikacja po zakończeniu rundy

### Kierowcy
| P  | +/− | Kierowca                  | Starty | Punkty | P1 | P2 | P3 | PP | NO | NS |
| -- | --- | ------------------------- | ------ | ------ | -- | -- | -- | -- | -- | -- |
| 1  | +1  | Alexander Albon           | 8      | 107    | 3  | 2  | –  | 1  | 2  | –  |
| 2  | −1  | Charles Leclerc           | 8      | 104    | 2  | 1  | 2  | 1  | 2  | 1  |
| 3  | 0   | Antonio Fuoco             | 8      | 90     | 1  | 1  | 3  | –  | –  | –  |
| 4  | +4  | Matt Parry                | 8      | 53     | 1  | –  | –  | –  | –  | –  |
| 5  | 0   | Ralph Boschung            | 8      | 48     | 1  | –  | –  | –  | 1  | –  |
| 6  | −2  | Nyck de Vries             | 8      | 46     | –  | –  | 1  | 1  | –  | –  |
| 7  | 0   | Nirei Fukuzumi            | 8      | 43     | –  | –  | 1  | –  | –  | 1  |
| 8  | +2  | Jake Dennis               | 8      | 35     | –  | –  | 1  | –  | 2  | 2  |
| 9  | −3  | Jake Hughes               | 8      | 31     | –  | 1  | –  | 1  | –  | 1  |
| 10 | +8  | Arjun Maini               | 4      | 20     | –  | 1  | –  | –  | –  | –  |
| 11 | −2  | Óscar Tunjo               | 4      | 18     | –  | 1  | –  | –  | 1  | –  |
| 12 | 0   | Jack Aitken               | 8      | 18     | –  | –  | –  | –  | –  | –  |
| 13 | −2  | Álex Palou                | 8      | 13     | –  | 1  | –  | –  | –  | –  |
| 14 | −1  | Kevin Jörg                | 8      | 13     | –  | –  | –  | –  | –  | –  |
| 15 | −1  | Santino Ferrucci          | 8      | 8      | –  | –  | –  | –  | –  | –  |
| 16 | −1  | Sandy Stuvik              | 8      | 8      | –  | –  | –  | –  | –  | –  |
| 17 | −1  | Steijn Schothorst         | 8      | 6      | –  | –  | –  | –  | –  | 1  |
| 18 | −1  | Matewos Isaakian          | 8      | 5      | –  | –  | –  | –  | –  | 2  |
| 19 | 0   | Artur Janosz              | 8      | 2      | –  | –  | –  | –  | –  | –  |
| 20 | 0   | Akash Nandy               | 8      | 0      | –  | –  | –  | –  | –  | 3  |
| 21 | +1  | Richard Gonda             | 6      | 0      | –  | –  | –  | –  | –  | 1  |
| 22 | −1  | Konstantin Tierieszczenko | 8      | 0      | –  | –  | –  | –  | –  | 1  |
| 23 | 0   | Tatiana Calderón          | 8      | 0      | –  | –  | –  | –  | –  | 1  |
| 24 | 0   | Giuliano Alesi            | 6      | 0      | –  | –  | –  | –  | –  | 1  |
| 25 | 0   | Mahaveer Raghunathan      | 2      | 0      | –  | –  | –  | –  | –  | –  |
| P  | +/− | Kierowca                  | Starty | Punkty | P1 | P2 | P3 | PP | NO | NS |

### Zespoły
| P | +/− | Konstruktor         | Starty | Punkty | P1 | P2 | P3 | PP | NO | NS |
| - | --- | ------------------- | ------ | ------ | -- | -- | -- | -- | -- | -- |
| 1 | 0   | ART Grand Prix      | 32     | 292    | 5  | 3  | 4  | 6  | 5  | 2  |
| 2 | +1  | Koiranen GP         | 26     | 106    | 2  | –  | –  | –  | 1  | 2  |
| 3 | −1  | Trident             | 30     | 100    | 1  | 1  | 3  | –  | –  | 1  |
| 4 | +1  | Arden International | 24     | 53     | –  | –  | 1  | –  | 2  | 3  |
| 5 | −1  | DAMS                | 24     | 52     | –  | 1  | –  | 1  | –  | 1  |
| 6 | 0   | Jenzer Motorsport   | 22     | 38     | –  | 2  | –  | –  | 1  | 4  |
| 7 | 0   | Campos Racing       | 24     | 19     | –  | 1  | –  | –  | –  | 2  |
| P | +/− | Kierowca            | Starty | Punkty | P1 | P2 | P3 | PP | NO | NS |